# Okręg Petersburg
Okręg Petersburg (ang. Petersburg Borough) – okręg (borough) w Stanach Zjednoczonych, w stanie Alaska. Największym miastem położonym na obszarze okręgu jest Petersburg.
Do 2013 roku obszar ten był niemunicypalny i wchodził w skład okręgu niezorganizowanego. Dla celów statystycznych funkcjonował jako obszar spisu powszechnego (census area).
W 2008 roku z ówczesnego okręgu Wrangell-Petersburg został wydzielony nowy okręg Wrangell, miasto otrzymało status skonsolidowanego miasta–okręgu (ang. consolidated city-borough).
Zamieszkany przez 3815 osób. Największy odsetek ludności stanowi ludność biała (71,1%) oraz rdzenni mieszkańcy (16,1%).

## Miasta
- Kupreanof
- Petersburg

## CDP
- Hobart Bay